# Birni
Birni est l'un des six arrondissements de la commune de Kouande dans le département de l'Atacora au Bénin.

## Géographie
L'arrondissement de Birni est situé au nord-ouest du Bénin et compte 7 villages que sont Birni Maro, Birni-pebirou, Gorgoba, Kouboro, Hongon, Tamande et Tassigourou.

## Démographie
Selon le recensement de la population de 2013 conduit par l'Institut national de la statistique et de l'analyse économique (INSAE), Birni compte 15712 habitants .